# Шахерезада (картина Магритта, 1950)
«Шахерезада» (фр. Shéhérazade) — картина бельгийского художника-сюрреалиста Рене Магритта, написанная в 1950 году.

## История
В своём письме писателю-сюрреалисту и фотографу Марселю Мариэну от 19 августа 1946 года Магритт сообщал, что начал перечитывать «Тысячу и одну ночь». Вскоре он начал создавать работы по мотивам этого средневекового труда. Так появилась серия гуашей, а в 1947 и первая картина под названием «Шахерезада». В июне 2012 года она была продана на аукционе «Кристис» за почти 3 миллиона британских фунтов. Вторая была написана в 1948 года, ныне она хранится в Музее Магритта, входящем в состав Королевских музеев изящных искусств в Брюсселе. Третья «Шахерезада», созданная в 1950 году, является заключительной из этой серии и наиболее точной. К этому времени Магритт, отошёл от своих экспериментов в области придуманного им «солнечного сюрреализма» (так называемый «период Ренуара» в его творчестве) в середине 1940-х годов и вернулся к своему отличительному стилю.
Образ «женщины-жемчужины», несомненно, навеян картиной «Девушка с жемчужной серёжкой» Яна Вермеера, которую Магритт много раз рассматривал при посещении гаагского музея Маурицхёйс. Этот шедевр, определяемый как «трони», а не портрет конкретного человека, вдохновлял художника-сюрреалиста, чьи работы опирались на понятия визуального повторения и семиотической противоречивости. Об очевидном влиянии работы Вермеера говорит, среди прочего, и почти идентичная палитра «Шахерезады», а также замена серёжки на традиционный для творчества Магритта круглый колокольчик.
В 1954 году Магритт посвятил и подарил «Шахерезаду» своей подруге Стефи Ланги, которая впоследствии ответила согласием на просьбу художника написать её портрет. Её муж, Эмиль Ланги, был бельгийским хранителем произведений искусства, а также ярым социалистом и антифашистским активистом, принимавшим участие в Сопротивлении. По окончании войны он отдал себя делу возвращения награбленных в ходе неё произведений искусства. «Шехерезада» оставалась в коллекции Ланги вплоть до смерти Стефи в конце 1990-х годов. В ноябре 2022 года картина была впервые выставлена на аукционе «Сотбис», оцениваясь в 8-12 миллионов долларов США. Продана она была за 8 422 000 $.

## Композиция
Наполненная живым колоритом как и предыдущие его работы, но доведённая здесь до совершенства в его отличительном стиле картина, как и другие работы этого периода, свидетельствует о расцвете сил в творчестве Магритта. В отличие от двух предыдущих «Шахерезад» работа 1950 года представляет собой настоящий портрет. «Женщина-жемчужина» на переднем плане заявляет о себе как о квинтэссенции сюрреалистического портрета, изобилующего литературными аллюзиями и отсылками к шедеврам мирового искусства. Фоном для неё служат характерные для Магритта хлопковое небо, безмятежное море и странный круглый колокольчик. Расположение «женщины-жемчужины» на берегу моря служит отсылкой к старым шедеврам западного искусства, напоминая об изображениях античных богинь в эпоху Возрождения и аркадских идиллиях.